# Žitne pahuljice s voćem
Žitne pahuljice s voćem ili njemački Müsli priprema je pahuljica od žitarica i sušenog voća koje se s mlijekom, jogurtom ili voćnim sokom obično jede za doručak.
Müsli je pored švicarske čokolade i fondue-a jedan od najpoznatijih švicarskih specijaliteta poznat u cijelom svijetu. Danas je važan dio europske kulture doručka. U Švicarskoj se žitarice jedu i kao lagani obrok za večeru.
Izvorni Birchermues oko 1900. razvio je švicarski liječnik i reformator prehrane Maximilian Oskar Bircher-Benner.